# Gustav Friedrich Herrmann

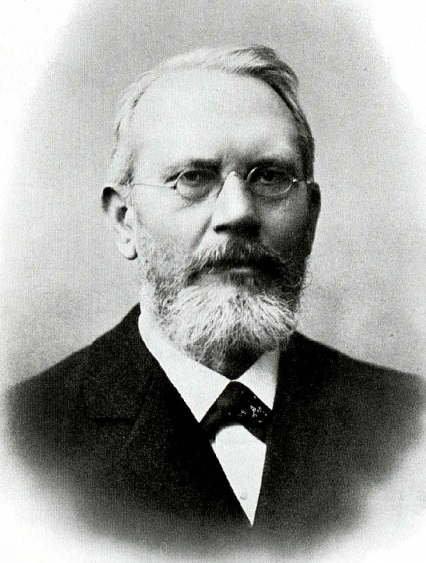
Gustav Friedrich Herrmann

Gustav (Friedrich) Herrmann (* 19. Dezember 1836 in Halle (Saale); † 13. Juni 1907 in Aachen) war ein deutscher Maschinenbauingenieur und Rektor der RWTH Aachen.

## Leben und Wirken
Nach seinem Abitur studierte Herrmann ab 1855 am ehemaligen königlichen Gewerbeinstitut Berlin, der heutigen Technischen Hochschule Berlin, und schloss sein Studium 1859 mit der Prüfung zum Diplomingenieur ab. Anschließend sammelte er als Zivilingenieur praktische Erfahrungen in der Industrie, wurde ab 1868 als Dozent an der Bergakademie Berlin übernommen und folgte am 1. Oktober 1870 einem Ruf an das neu eröffnete Polytechnikum Aachen, der heutigen RWTH Aachen. Hier wurde er zunächst als Dozent und ab 1872 als ordentlicher Professor für Mechanische Technologie, für Baumaschinen und Fabrikanlagen in der Fakultät für Maschineningenieurwesen eingesetzt und leitete zusätzlich noch die „Technologische Sammlung“. Innerhalb der folgenden 33 bis 34 Jahre seines Ordinariats kamen durch seine Initiative auch die Lehrgebiete Fertigungstechnik und Werkzeugmaschinen hinzu. Hieraus entwickelte sich später nach seiner Emeritierung im Jahr 1906 unter anderem das von Adolf Wallichs gegründete Werkzeugmaschinenlabor WZL der RWTH Aachen. Zwischenzeitlich leitete Herrmann die Hochschule von 1889 bis 1892 als Nachfolger von Ernst Friedrich Dürre auch als Rektor und wurde anschließend zum Geheimen Regierungsrat befördert.
Herrmanns Hauptaufgaben lagen vor allem in der Fortsetzung und Neubearbeitung von Julius Weisbachs Lehrbuch der Ingenieur- und Maschinenmechanik sowie der graphischen Behandlung maschinentechnischer Probleme. Darüber hinaus war Herrmann  Mitglied im Verein Deutscher Ingenieure (VDI) und seit 1870 Mitglied des Aachener Bezirksvereins des VDI, Ehrenmitglied der American Society of Mechanical Engineers sowie weiteren wissenschaftlichen Vereinigungen und wurde unter anderem im Jahr 1903 mit dem Ehrendoktortitel der Technischen Hochschule Karlsruhe für seine Verdienste um die Einführung graphischer Methoden im Maschinenbau geehrt.

## Werke (Auswahl)
- Lehrbuch der Ingenieur- und Maschinenmechanik; 7 Bände, 1875–1901
- Die graphische Untersuchung der Zentrifugalregulatoren; 1885
- Die graphische Theorie der Turbinen- und Kreiselpumpen; 1887
- Gustav Hermann: Festrede zur Feier der 25. Wiederkehr des Tages der Neubegründung des Deutschen Reiches und zur Vorfeier des Geburtstages Sr. Majestät des Kaisers und Königs von Preussen, Wilhelm II., gehalten in der Aula der Technischen Hochschule zu Aachen, am Sonnabend, 18. Januar 1896. Aachen 1896 (rwth-aachen.de [abgerufen am 16. November 2024]).